# Charles N. Felton
Charles Norton Felton (ur. 1 stycznia 1832 w Buffalo, zm. 13 września 1914 w Menlo Park) – amerykański polityk, członek Partii Republikańskiej.

## Działalność polityczna
Od 1878 do 1882 zasiadał w Zgromadzeniu Stanowym Kalifornii. Od 4 marca 1885 do 3 marca 1889 przez dwie kadencje był przedstawicielem nowo utworzonego 5. okręgu wyborczego w stanie Kalifornia w Izbie Reprezentantów Stanów Zjednoczonych. W okresie od 19 marca 1891 do 3 marca 1893 był senatorem Stanów Zjednoczonych z Kalifornii (1. Klasa).